# 伯南布哥起义
伯南布哥起义是1817年发生在巴西东北部地区伯南布哥的一場反對葡萄牙帝國的起事。受西班牙美洲獨立戰爭、美國革命、孟德斯鸠和让-雅克·卢梭的影響，伯南布哥當地有人試圖擺脫葡萄牙帝國的統治。
1817年3月4日，伯南布哥当局下令逮捕有反抗嫌疑的一些军官和商人。3月6日，一位军官刺死前来逮捕自己的一位軍隊少将，並领导伯南布哥首府累西腓當地衛戍部隊發動起事。葡萄牙官員乘船逃往里约热内卢。起事很快波及塞阿拉、马拉尼昂、阿拉戈斯等地。3月8日，临时政府成立。临时政府宣布永远结束葡萄牙王室的统治，並建立巴西共和国。临时政府派出特使到阿根廷、英国和美国寻求援助。當時美国驻累西腓总领事馆公开支持伯南布哥起义。若昂六世隨即派兵前往镇压。5月20日，葡萄牙軍隊攻佔累西腓，起事失败。6月16日，葡萄牙王室军队开始大规模逮捕和屠杀，起事領袖被殺，被捕的2000多名起事者大多数被流放。